# Ivanjkovci
Ivanjkovci so naselje v Občini Ormož.

## Znane osebe
- Gregor Jožef Plohel
- Franc Simonič